# Disneyland Resort Paris
 For alternative betydninger, se Disneyland (flertydig). (Se også artikler, som begynder med Disneyland)
| Portal | Portal:Disney |

Disneyland Paris er navnet på et kompleks af temaparker, hoteller, biografer og butikker, beliggende i Marne La Vallée, lidt uden for Paris. Disneyland Resort Paris er en del af Disney-koncernens kæde af temaparker, der drives under navnet Disneyland.
Disneyland Resort Paris bestod i 2009 af 2 forlystelsesparker, et fritidsområde, 6 hoteller og en campingplads samt adskillige restauranter, forlystelser og forretninger. I 2008 var Disneyland Resort Paris Europas mest besøgte turist-attraktion, med 15,3 millioner gæster[kilde mangler].

## Disneyland Park
Parken åbnede 12. april 1992. Gæsterne (sådan kaldes alle besøgende i Parken) havde på daværende tidspunkt adgang til fire af de seks af parkens områder, nemlig Main Street USA, Central Plaza, Frontierland og Fantasyland. De sidste to områder, hhv. Adventureland og Discoveryland var stadig i de afsluttende faser af konstruktion. 

### Main Street USA
Main Street ligger umiddelbart inden for indgangen til Parken, og fører herfra op til Central Plaza og slottet. Det er en repræsentation af Walt Disneys ideelle billede af en mindre amerikansk by som den, han selv voksede op i. I Main Street kan man finde City Hall, der er byens (og Parkens) informationscentrum, Main Street Station, hvor damptoget holder ind med jævne mellemrum og to arkader, hvor gaslamper oplyser husnumrene ved de mange gadedøre. Det er i Main Street at den gamle barber Dapper Dan driver forretning ikke langt fra den 'smertefrie tandlæge' . Der findes flere caféer, restauranter og forretninger; flere af disse har figurer i naturlig størrelse af baseballstjerner eller forretningsindehavere stående ude foran til at byde kunderne velkommen. Det er ikke ualmindeligt at se en veteranbil eller en hestevogn vise sig i gadebilledet.

#### Restauranter
Walt's er en restaurant, der ligger nær enden af Main Street. Også her rekreeres stemningen fra Disneys barnddom.

#### Forretninger
Emporium, der ligger ca. halvvejs oppe ad Main Street, er den største butik i Parken. Den har et bredt udvalg af mange forskellige varegrupper.
Disney Clothiers handler primært med tøj og fører et bredere sortiment i flere størrelser end de fleste andre butikker. De har en også afdeling dedikeret til småbørn.
Lily’s Boutique, der ligger ikke langt fra City Hall, handler primært med varer til køkkenet og hjemmet.

### Frontierland
Frontierland grænser op til Central Plaza, og er placeret mellem Adventureland og Fantasyland. I Frontierland bringes Det Vilde Vesten til live igen. Indgangen fra Central Plaza sker gennem et fort, bygget af solidt tømmer; lige uden for dette ligger en lille indianerlejr med enkelte tipier, lidt værktøj og en bålplads i midten.
Inden for i Frontierland domineres billedet af bjælkehytter, hjuldampere og dampmaskiner. Der går cowboys rundt i gaderne, klædt i lange læderfrakker og den klassiske, bredskyggede hat. Der sælges souvenirs og mundgodt fra åbne prærievogne, og på bjerget ude midt i søen kører der heftig minedrift. Endelig giver damptoget, der jævnligt standser ved Frontierland Station, stemningen det sidste touch.

#### Forlystelser
Big Thunder Mountain er en rutsjebane, der kører på kryds og tværs gennem minerne. Den involverer adskillige dyk og drop i både fuldt dagslys og fuldstændigt mørke, og er lige så meget en oplevelsestur som en klassisk rutsjebane.
Phantom Manor er et forfaldent sydstatspalæ, der hjemsøges af alskens spøgelser og onde ånder. Undervejs fortælles historien om en ung kvindes ulykke i forbindelse med sit bryllup, ligesom der er mulighed for at få et kig på den spøgelsesby fra det Vilde Vesten, huset er bygget oven på. Efter turen kan man tage en spadseretur gennem villaens egen kirkegård, der yderligere uddyber både husets og stedets historie.
The Shooting Gallery giver mulighed for, mod mindre betaling, at afprøve sine evner som skytte i en tegnefilmsinspireret setting.

#### Restauranter
The Lucky Nugget blander restaurantoplevelsen med stemningen fra det Vilde Vesten i form af et sceneshow.
Fuente del Oro er et mexicansk inspireret fast food spisehus, med borde både indendørs og udendørs.

#### Forretninger
Thunder Mesa er et stort bjælkehus, der tjener som den primære handelsstation i området. Sortimentet omfatter alt fra souvenirs over legetøj og beklædning til køkkentilbehør. Specielt for Thunder Mesa er læder- og skindvarer, herunder mokkasiner og de lange læderfrakker, der ellers kun findes i en enkelt forretning i Disney Village. Også deres udvalg af epokens hatte er unikt for Parken.
Pueblo Trading Post var en mindre handelsstation, beliggende nær indianerlandsbyen bagerst i Frontierland; butikken er nu lukket, om end bygningen stadig kan ses. Den havde et mindre udvalg af de varer, der også var at finde i Thunder Mesa, men havde lagt større vægt på skind- og lædervarer, især beklædning.

### Adventureland
Adventureland ligger mellem Frontierland og Fantasyland. I Adventureland hensættes man til opdagelsesrejsernes æra; bambusskovene gemmer på hytter og små landsbyer, og junglens lyde er fremherskende. Opdagelsesrejsende med den klassiske, runde junglehjelm går gennem gaderne eller byder velkommen til forlystelserne. Alternativt kan man besøge pirattiden, der er centreret om Adventure Isle og Skull Rock, over hvilket den skibbrudne familie Robinson har bygget et primitivt hjem i et kæmpe træ.
Adventureland grænser, som den eneste afdeling af Parken, ikke op til Central Plaza; i stedet grænser det op til Bazaren, der er en samling af østerlandsk inspirerede butikker og boder.

#### Forlystelser
Indiana Jones er en rutsjebane, der byder på en vild tur rundt om Temple of Peril. Der indgår flere loops og rul. Inden forlystelsen kan man se resterne af flere ekspeditioner og en enkelt forladt teltlejr, inden man træder op ad trappen til templet og selve forlystelsen.
Pirates of the Caribbean er forlystelsen, filmen af samme navn er bygget over. Forlystelsen leder én gennem en historie, set fra en pirats synspunkt, fra angrebet på Port Royal til plyndringen og festen bagefter. Afslutningsvis sejler man en tur gennem klippehulerne under Skull Rock, hvor døde piraters skeletter vogter over overdådige skatte. Undervejs i forlystelsen sejler man også forbi restauranten "Blue Lagoon Restaurant".

#### Restauranter
Blue Lagoon Restaurant ligger i tilknytning til Pirates of the Caribbean, og er ligeledes holdt i swashbuckler-stilen. Restauranten har specialiseret sig inden for menuer bestående af fisk og andet godt fra havet.
Colonel Hathi's Pizza Outpost er en fastfood restaurant, der, som navnet antyder, primært fører pizza. Beliggende nær Adventure Isle er den centralt placeret og let at finde.

#### Forretninger
The Bazaar danner grænsen mellem Central Plaza og Adventureland; her er der mulighed for at shoppe fra små boder helt i stil med et klassisk, østerlandsk marked. Bazaren har også flere forskellige genstande til salg, som ikke kan findes andre steder i parken, herunder bl.a. håndlavede messingarbejder.

### Fantasyland
I Fantasyland kan man træde ind i en verden inspireret af Disneys klassikere. Her kan man møde mange af de væsentligste karakterer fra tegnefilmene, både hovedpersoner som Snehvide og Tornerose, og publikumspopulære bipersoner som Timon og Pumba. Indgangen til Fantasyland er gennem slottet, der er inspireret af Torneroses slot.

#### Forlystelser
It's a small world er en sejlads gennem repræsentationer af verdens lande og kulturer. Undervejs ses hundreder af animerede dukker, der interagerer med udstillingen og hinanden. Der findes versioner af forlystelsen i mange af Disneys parker.

### Discoveryland
I Discoveryland befinder man sig i en verden inspireret af fortidens vision om fremtiden. Særligt har Jules Verne's værker en fremtrædende plads, men også Star Wars-universet er godt repræsenteret.

## Tower of Terror
Tower of Terror kaldes en forlystelse, der åbnede i 2007. Tower of Terror skal forestille et hotel i starten af 1900 tallet, lidt efter første verdenskrig. Historien ved Tower of Terror, fortæller at 4 mennesker blev ramt af et lyn påvej op i elevatoren. De blev alle spøgelser og gik ind i "Twilight" (En anden dimension), Tower of Terror er den første forlystelse i rækken af "Twilight" forlystelserne. Tower of Terror er for dem der kan lide det vildeste af alt : Frit fald.

## Euro Disney
Euro Disney er navnet på det firma der ejer Disneyland Resort Paris
Euro Disney var desuden resortets officielle navn indtil 1995, hvor det skiftede navn til Disneyland Resort Paris.
Parken er en temapark bygget op om en række af de forskellige Walt Disney-figurer og -temaer, der er kendt over hele verden. Disneyland Park (Paris) er opbygget på næsten samme måde som Disneyland i Californien og Magic Kingdom i Florida. Når adgangsbilletten er betalt, er alle forlystelser gratis. Som en del af koncernen findes en række hoteller, og ideen er at tilbyde primært børnefamilier en feriepakke, så familien stort set kun skal tænke på maden under opholdet.

## Navneforandringer
Siden åbningen i 1992 har Disneyland Paris været gennem en lang række navneændringer.
|                       | 1992                | 1993                | 1994                   | 1995              | 1996              | 1997              | 1998              | 1999              | 2000              | 2001              | 2002                                                      | 2003                                                      | 2004                                                      | 2005                                                      | 2006                                                      | 2007                                                      | 2008                                                      | 2009                                                      | 2010                                                      |
| --------------------- | ------------------- | ------------------- | ---------------------- | ----------------- | ----------------- | ----------------- | ----------------- | ----------------- | ----------------- | ----------------- | --------------------------------------------------------- | --------------------------------------------------------- | --------------------------------------------------------- | --------------------------------------------------------- | --------------------------------------------------------- | --------------------------------------------------------- | --------------------------------------------------------- | --------------------------------------------------------- | --------------------------------------------------------- |
| Hele resortet         | Euro Disney Resort1 | Euro Disney Resort1 | Euro Disneyland Paris2 | Disneyland Paris3 | Disneyland Paris3 | Disneyland Paris3 | Disneyland Paris3 | Disneyland Paris3 | Disneyland Paris3 | Disneyland Paris3 | Disneyland Resort Paris4                                  | Disneyland Resort Paris4                                  | Disneyland Resort Paris4                                  | Disneyland Resort Paris4                                  | Disneyland Resort Paris4                                  | Disneyland Resort Paris4                                  | Disneyland Resort Paris4                                  | Disneyland Paris5                                         | Disneyland Paris5                                         |
| Parken                | Euro Disneyland1    | Euro Disneyland1    | Euro Disneyland Paris2 | Disneyland Paris3 | Disneyland Paris3 | Disneyland Paris3 | Disneyland Paris3 | Disneyland Paris3 | Disneyland Paris3 | Disneyland Paris3 | Disneyland Park (International)/Parc Disneyland (Fransk)4 | Disneyland Park (International)/Parc Disneyland (Fransk)4 | Disneyland Park (International)/Parc Disneyland (Fransk)4 | Disneyland Park (International)/Parc Disneyland (Fransk)4 | Disneyland Park (International)/Parc Disneyland (Fransk)4 | Disneyland Park (International)/Parc Disneyland (Fransk)4 | Disneyland Park (International)/Parc Disneyland (Fransk)4 | Disneyland Park (International)/Parc Disneyland (Fransk)4 | Disneyland Park (International)/Parc Disneyland (Fransk)4 |
| Underholdningsområdet | Festival Disney     | Festival Disney     | Festival Disney        | Festival Disney   | Festival Disney   | Disney Village    | Disney Village    | Disney Village    | Disney Village    | Disney Village    | Disney Village                                            | Disney Village                                            | Disney Village                                            | Disney Village                                            | Disney Village                                            | Disney Village                                            | Disney Village                                            | Disney Village                                            | Disney Village                                            |

1indtil maj 1994
 2Juni 1994 til september
 3Oktober 1994 til februar 2002
 4Marts 2002
 5April 2009